# Campeonato Argentino de Futebol de 2025 – Terceira Divisão (Torneo Federal A)
O Torneio Federal A de 2025 é a 13ª edição da competição que representa a terceira divisão do futebol argentino para clubes indiretamente filiados à Associação do Futebol Argentino (AFA), reunindo 38 equipes. A disputa começou em 14 de março e tem previsão de término em dezembro.
Os novos participantes são os dois clubes rebaixados da Primera Nacional de 2024: o Guillermo Brown, que retorna à categoria após sua última participação na temporada de 2014, e o Atlético de Rafaela, que disputa o torneio pela primeira vez e volta à terceira divisão depois de sua última presença no Torneo del Interior de 1988–89. Também chegaram quatro equipes promovidas do Torneo Regional Federal Amateur de 2024–25: o Costa Brava, de General Pico, e o Gimnasia y Esgrima, de Chivilcoy, ambos estreantes na divisão; o Ben Hur, de Rafaela, que retorna após participar pela última vez na temporada de 2009–10; e o Bartolomé Mitre, de Posadas, que disputa o certame pela primeira vez e volta à categoria depois de sua última presença no Torneo del Interior de 1994–95. Por outro lado, o Deportivo Camioneros abriu mão de sua vaga nesta edição para optar por disputar a Primera C, após ter subido do Torneo Promocional Amateur.

## Participantes
O Torneo Federal A de 2025 conta com 38 clubes, sendo:
- 32 times que permaneceram da edição anterior.
- 4 times promovidos e 2 clubes rebaixados de outras divisões.

### Promovidos em 2024
- Costa Brava (vencedor do 1º acesso da Torneo Regional Federal Amateur de 2024–25)
- Gimnasia y Esgrima de Chivilcoy (vencedor do 2º acesso da Torneo Regional Federal Amateur de 2024–25)
- Ben Hur (vencedor do 3º acesso da Torneo Regional Federal Amateur de 2024–25)
- Bartolomé Mitre de Posadas (vencedor do 4º acesso da Torneo Regional Federal Amateur de 2024–25)

### Rebaixados em 2024
- Atlético de Rafaela (rebaixado da Primera Nacional de 2024)
- Guillermo Brown (rebaixado da Primera Nacional de 2024)

### Remanescentes de 2024 (em ordem alfabética)
- 9 de Julio de Rafaela
- Argentino de Monte Maíz
- Atenas de Río Cuarto
- Boca Unidos
- Cipolletti
- Círculo Deportivo
- Crucero del Norte
- Ciudad de Bolívar
- Defensores de Belgrano de Villa Ramallo
- Deportivo Rincón
- Douglas Haig de Pergamino
- El Linqueño
- Estudiantes de San Luis
- Germinal de Rawson
- Gimnasia y Esgrima de Concepción del Uruguay
- Gutiérrez
- Huracán Las Heras
- Independiente de Chivilcoy
- Juventud Antoniana
- Juventud Unida Universitario
- Kimberley
- Olimpo de Bahía Blanca
- Ramón Santamarina
- San Martín de Formosa
- San Martín de Mendoza
- Sarmiento de Resistencia
- Sarmiento de La Banda
- Sol de América
- Sol de Mayo
- Sportivo Belgrano
- Sportivo Las Parejas
- Villa Mitre

## Regulamento

### Primeiro Acesso
- Primeira fase: os 38 times foram divididos em quatro grupos definidos por critérios geográficos, numerados de 1 a 4. Os grupos 1 e 3 contam com dez equipes cada, enquanto os grupos 2 e 4 têm nove participantes. A disputa é em sistema de pontos corridos, em turno e returno. Nos grupos com dez clubes, os cinco primeiros avançam à segunda fase; nos grupos com nove, classificam-se os quatro primeiros. Os 20 times restantes seguem para a primeira etapa da repescagem (também chamada Reválida).[2]
- Segunda fase: os 18 classificados da 1ª fase são divididos em dois grupos (A e B), com nove times cada. O Grupo A reúne os cinco classificados do Grupo 1 e os quatro do Grupo 2; o Grupo B, os cinco classificados do Grupo 3 e os quatro do Grupo 4. Em cada grupo, os times se enfrentam em turno único. Os quatro primeiros de cada grupo avançam à terceira fase; os demais seguem para a segunda etapa da repescagem.[2]
- Terceira fase: os oito classificados da 2ª fase disputam confrontos eliminatórios (mata-mata) em jogos de ida e volta: o 1º de um grupo enfrenta o 4º do outro; o 2º joga contra o 3º, e assim por diante. Os vencedores avançam à quarta fase, enquanto os perdedores caem para a segunda etapa da repescagem.[2]
- Quarta fase: os quatro vencedores da 3ª fase se enfrentam em mata-mata de ida e volta. Os vencedores avançam à quinta fase; os derrotados vão para a terceira etapa da repescagem.[2]
- Quinta fase: os dois vencedores da 4ª fase duelam em jogo único, em campo neutro. O campeão garante o primeiro dois acessos à Primera Nacional, enquanto o perdedor vai para a quarta etapa da repescagem.[2]

### Segundo Acesso
- Repescagem (Reválida)
  - Primera etapa: os 20 clubes que não se classificarem para a segunda fase são divididos em dois grupos (A e B) com dez times cada. O Grupo A reúne os cinco clubes provenientes dos grupos 1 e 2; o Grupo B, os dos grupos 3 e 4. A disputa é em turno único, e os cinco melhores de cada grupo avançam à segunda etapa.[2]
  - Segunda etapa: os dez classificados da 1ª etapa se juntam aos 14 clubes vindos da 2ª e 3ª fases. Os confrontos são eliminatórios, em ida e volta, com os vencedores avançando à terceira etapa.[2]
  - Terceira etapa: os 12 classificados da 2ª etapa, mais os dois eliminados da 4ª fase, jogam mata-mata de ida e volta. Os vencedores seguem para a quarta etapa.[2]
  - Quarta etapa: os sete vencedores da 3ª etapa, mais o perdedor da 5ª fase, disputam confrontos eliminatórios de ida e volta. Os vencedores avançam à quinta etapa.[2]
  - Quinta etapa: os quatro classificados jogam mata-mata em ida e volta. Os vencedores vão à sexta etapa.[2]
  - Sexta etapa: os dois finalistas duelam em ida e volta, e o campeão conquista o segundo acesso à Primera Nacional.[2]

### Rebaixamento
Ao término da 1ª etapa da repescagem, será elaborada uma tabela geral para cada grupo, somando os pontos da 1ª fase e dessa etapa, e calculando a média de acordo com o número de partidas disputadas. Os dois últimos colocados de cada grupo serão rebaixados ao Torneo Regional Federal Amateur.

### Classificação para a Copa Argentina de 2026
Os clubes que ficarem entre os cinco primeiros colocados de cada grupo da 2ª fase garantem vaga nos 32-avos de final da Copa da Argentina de 2026.

## Primera fase

### Tabela do Grupo 1
| #   | Equipe             | PTS | J  | V  | E | D  | GP | GC | SG  | Classificação                |
| --- | ------------------ | --- | -- | -- | - | -- | -- | -- | --- | ---------------------------- |
| 1º  | Cipolletti         | 40  | 18 | 13 | 1 | 4  | 31 | 13 | 18  | Segunda fase pelo 1º acesso  |
| 2º  | Villa Mitre        | 35  | 18 | 10 | 5 | 3  | 22 | 9  | 13  | Segunda fase pelo 1º acesso  |
| 3º  | Olimpo (B)         | 26  | 18 | 7  | 5 | 6  | 19 | 15 | 4   | Segunda fase pelo 1º acesso  |
| 4º  | Kimberley          | 26  | 18 | 7  | 5 | 6  | 17 | 13 | 4   | Segunda fase pelo 1º acesso  |
| 5º  | Deportivo Rincón   | 26  | 18 | 8  | 2 | 8  | 22 | 20 | 2   | Segunda fase pelo 1º acesso  |
| 6º  | Círculo Deportivo  | 23  | 18 | 7  | 2 | 9  | 17 | 21 | −4  | Primeira etapa da repescagem |
| 7º  | Guillermo Brown    | 21  | 18 | 6  | 3 | 9  | 19 | 29 | −10 | Primeira etapa da repescagem |
| 8º  | Ramón Santamarina  | 20  | 18 | 4  | 8 | 6  | 18 | 22 | −4  | Primeira etapa da repescagem |
| 9º  | Sol de Mayo (V)    | 17  | 18 | 4  | 5 | 9  | 16 | 27 | −11 | Primeira etapa da repescagem |
| 10º | Germinal de Rawson | 16  | 18 | 4  | 4 | 10 | 16 | 28 | −12 | Primeira etapa da repescagem |

| Fontes: Soccerway — AFA — Solo Ascenso — Promiedos — Mundo Ascenso — Ascenso del Interior |

### Tabela do Grupo 2
| #  | Equipe               | PTS | J  | V | E | D  | GP | GC | SG  | Classificação                |
| -- | -------------------- | --- | -- | - | - | -- | -- | -- | --- | ---------------------------- |
| 1º | Ciudad de Bolívar    | 31  | 16 | 9 | 4 | 3  | 24 | 9  | 15  | Segunda fase pelo 1º acesso  |
| 2º | Costa Brava          | 30  | 16 | 8 | 6 | 2  | 17 | 7  | 10  | Segunda fase pelo 1º acesso  |
| 3º | Atenas (RC)          | 25  | 16 | 8 | 1 | 7  | 17 | 14 | 3   | Segunda fase pelo 1º acesso  |
| 4º | Argentino (MM)       | 23  | 16 | 6 | 5 | 5  | 15 | 16 | −1  | Segunda fase pelo 1º acesso  |
| 5º | San Martín (SM)      | 21  | 16 | 6 | 3 | 7  | 19 | 19 | 0   | Primeira etapa da repescagem |
| 6º | Huracán Las Heras    | 21  | 16 | 6 | 3 | 7  | 15 | 20 | −5  | Primeira etapa da repescagem |
| 7º | Juventud Unida Univ. | 20  | 16 | 4 | 8 | 4  | 14 | 13 | 1   | Primeira etapa da repescagem |
| 8º | Estudiantes (SL)     | 18  | 16 | 4 | 6 | 6  | 13 | 14 | −1  | Primeira etapa da repescagem |
| 9º | Gutiérrez            | 8   | 16 | 2 | 2 | 12 | 12 | 34 | −22 | Primeira etapa da repescagem |

| Fontes: Soccerway — AFA — Solo Ascenso — Promiedos — Mundo Ascenso — Ascenso del Interior |

### Tabela do Grupo 3
| #   | Equipe                      | PTS | J  | V | E | D | GP | GC | SG | Classificação                |
| --- | --------------------------- | --- | -- | - | - | - | -- | -- | -- | ---------------------------- |
| 1º  | Gimnasia y Esgrima (C)      | 30  | 18 | 7 | 9 | 2 | 17 | 14 | 3  | Segunda fase pelo 1º acesso  |
| 2º  | Douglas Haig                | 29  | 18 | 7 | 8 | 3 | 18 | 12 | 6  | Segunda fase pelo 1º acesso  |
| 3º  | Sportivo Belgrano           | 27  | 18 | 7 | 6 | 5 | 19 | 12 | 7  | Segunda fase pelo 1º acesso  |
| 4º  | Independiente (C)           | 26  | 18 | 6 | 8 | 4 | 16 | 13 | 3  | Segunda fase pelo 1º acesso  |
| 5º  | 9 de Julio (R)              | 25  | 18 | 7 | 4 | 7 | 20 | 20 | 0  | Segunda fase pelo 1º acesso  |
| 6º  | Sportivo Las Parejas        | 22  | 18 | 5 | 7 | 6 | 20 | 19 | 1  | Primeira etapa da repescagem |
| 7º  | Defensores de Belgrano (VR) | 20  | 18 | 4 | 8 | 6 | 9  | 14 | −5 | Primeira etapa da repescagem |
| 8º  | Gimnasia y Esgrima (CdU)    | 20  | 18 | 5 | 5 | 8 | 14 | 20 | −6 | Primeira etapa da repescagem |
| 9º  | El Linqueño                 | 19  | 18 | 4 | 7 | 7 | 16 | 20 | −4 | Primeira etapa da repescagem |
| 10º | Ben Hur                     | 18  | 18 | 4 | 6 | 8 | 15 | 20 | −5 | Primeira etapa da repescagem |

| Fontes: Soccerway — AFA — Solo Ascenso — Promiedos — Mundo Ascenso — Ascenso del Interior |

### Tabela do Grupo 4
| #  | Equipe              | PTS | J  | V  | E | D  | GP | GC | SG  | Classificação                |
| -- | ------------------- | --- | -- | -- | - | -- | -- | -- | --- | ---------------------------- |
| 1º | Sarmiento (LB)      | 32  | 16 | 10 | 2 | 4  | 21 | 11 | 10  | Segunda fase pelo 1º acesso  |
| 2º | San Martín (F)      | 31  | 16 | 8  | 7 | 1  | 29 | 9  | 20  | Segunda fase pelo 1º acesso  |
| 3º | Atlético de Rafaela | 26  | 16 | 7  | 5 | 4  | 19 | 15 | 4   | Segunda fase pelo 1º acesso  |
| 4º | Juventud Antoniana  | 23  | 16 | 6  | 5 | 5  | 19 | 15 | 4   | Segunda fase pelo 1º acesso  |
| 5º | Bartolomé Mitre (P) | 21  | 16 | 5  | 6 | 5  | 15 | 14 | 1   | Primeira etapa da repescagem |
| 6º | Sol de América (F)  | 20  | 16 | 5  | 5 | 6  | 21 | 19 | 2   | Primeira etapa da repescagem |
| 7º | Sarmiento (R)       | 18  | 16 | 4  | 6 | 6  | 12 | 22 | −10 | Primeira etapa da repescagem |
| 8º | Boca Unidos         | 12  | 16 | 2  | 6 | 8  | 16 | 27 | −11 | Primeira etapa da repescagem |
| 9º | Crucero del Norte   | 10  | 16 | 2  | 4 | 10 | 10 | 30 | −20 | Primeira etapa da repescagem |

| Fontes: Soccerway — AFA — Solo Ascenso — Promiedos — Mundo Ascenso — Ascenso del Interior |

## Segunda fase

### Tabela do Grupo A
- Atualizado até 10 de agosto de 2025

| #  | Equipe            | PTS | J | V | E | D | GP | GC | SG | Classificação                |
| -- | ----------------- | --- | - | - | - | - | -- | -- | -- | ---------------------------- |
| 1º | Olimpo (B)        | 8   | 4 | 2 | 2 | 0 | 4  | 2  | 2  | Terceira fase pelo 1º acesso |
| 2º | Ciudad de Bolívar | 7   | 3 | 2 | 1 | 0 | 4  | 0  | 4  | Terceira fase pelo 1º acesso |
| 3º | Argentino (MM)    | 6   | 3 | 2 | 0 | 1 | 5  | 3  | 2  | Terceira fase pelo 1º acesso |
| 4º | Atenas (RC)       | 6   | 4 | 1 | 3 | 0 | 2  | 1  | 1  | Terceira fase pelo 1º acesso |
| 5º | Costa Brava       | 5   | 3 | 1 | 2 | 0 | 2  | 1  | 1  | Terceira etapa da repescagem |
| 6º | Deportivo Rincón  | 5   | 4 | 1 | 2 | 1 | 1  | 2  | −1 | Segunda etapa da repescagem  |
| 7º | Cipolletti        | 3   | 3 | 1 | 0 | 2 | 3  | 4  | −1 | Segunda etapa da repescagem  |
| 8º | Kimberley         | 1   | 4 | 0 | 1 | 3 | 2  | 6  | −4 | Segunda etapa da repescagem  |
| 9º | Villa Mitre       | 1   | 4 | 0 | 1 | 3 | 1  | 5  | −4 | Segunda etapa da repescagem  |

| Fontes: Soccerway — AFA — Solo Ascenso — Promiedos — Mundo Ascenso — Ascenso del Interior |

### Tabela do Grupo B
- Atualizado até 10 de agosto de 2025

| #  | Equipe                 | PTS | J | V | E | D | GP | GC | SG | Classificação                |
| -- | ---------------------- | --- | - | - | - | - | -- | -- | -- | ---------------------------- |
| 1º | Atlético de Rafaela    | 7   | 3 | 2 | 1 | 0 | 4  | 1  | 3  | Terceira fase pelo 1º acesso |
| 2º | Gimnasia y Esgrima (C) | 7   | 4 | 2 | 1 | 1 | 4  | 3  | 1  | Terceira fase pelo 1º acesso |
| 3º | San Martín (F)         | 7   | 4 | 2 | 1 | 1 | 5  | 5  | 0  | Terceira fase pelo 1º acesso |
| 4º | Sarmiento (LB)         | 7   | 4 | 2 | 1 | 1 | 4  | 4  | 0  | Terceira fase pelo 1º acesso |
| 5º | Sportivo Belgrano      | 6   | 3 | 2 | 0 | 1 | 4  | 2  | 2  | Terceira etapa da repescagem |
| 6º | 9 de Julio (R)         | 5   | 3 | 1 | 2 | 0 | 3  | 1  | 2  | Segunda etapa da repescagem  |
| 7º | Juventud Antoniana     | 3   | 3 | 1 | 0 | 2 | 3  | 4  | −1 | Segunda etapa da repescagem  |
| 8º | Independiente (C)      | 2   | 4 | 0 | 2 | 2 | 4  | 7  | −3 | Segunda etapa da repescagem  |
| 9º | Douglas Haig           | 0   | 4 | 0 | 0 | 4 | 1  | 5  | −4 | Segunda etapa da repescagem  |

| Fontes: Soccerway — AFA — Solo Ascenso — Promiedos — Mundo Ascenso — Ascenso del Interior |

## Repescagem pelo Segundo Acesso

### Primera etapa ― Tabela do Grupo A
- Atualizado até 10 de agosto de 2025

| #   | Equipe                 | PTS | J | V | E | D | GP | GC | SG | Classificação               |
| --- | ---------------------- | --- | - | - | - | - | -- | -- | -- | --------------------------- |
| 1º  | San Martín (SM)        | 10  | 4 | 3 | 1 | 0 | 6  | 2  | 4  | Segunda etapa da repescagem |
| 2º  | Juventud Unida Univer. | 8   | 4 | 2 | 2 | 0 | 5  | 0  | 5  | Segunda etapa da repescagem |
| 3º  | Guillermo Brown        | 7   | 4 | 2 | 1 | 1 | 3  | 1  | 2  | Segunda etapa da repescagem |
| 4º  | Germinal               | 7   | 4 | 2 | 1 | 1 | 3  | 3  | 0  | Segunda etapa da repescagem |
| 5º  | Círculo Deportivo      | 6   | 4 | 1 | 3 | 0 | 1  | 0  | 1  | Segunda etapa da repescagem |
| 6º  | Sol de Mayo (V)        | 6   | 4 | 2 | 0 | 2 | 7  | 7  | 0  |                             |
| 7º  | Huracán Las Heras      | 6   | 4 | 2 | 0 | 2 | 4  | 4  | 0  |                             |
| 8º  | Ramón Santamarina      | 4   | 4 | 1 | 1 | 2 | 3  | 3  | 0  |                             |
| 9º  | Estudiantes (SL)       | 1   | 4 | 0 | 1 | 3 | 1  | 4  | −3 |                             |
| 10º | Gutiérrez              | 0   | 4 | 0 | 0 | 4 | 1  | 10 | −9 |                             |

| Fontes: Soccerway — AFA — Solo Ascenso — Promiedos — Mundo Ascenso — Ascenso del Interior |

### Primera etapa ― Tabela do Grupo B
- Atualizado até 10 de agosto de 2025

| #   | Equipe                      | PTS | J | V | E | D | GP | GC | SG | Classificação               |
| --- | --------------------------- | --- | - | - | - | - | -- | -- | -- | --------------------------- |
| 1º  | Boca Unidos                 | 9   | 4 | 3 | 0 | 1 | 8  | 1  | 7  | Segunda etapa da repescagem |
| 2º  | Sarmiento (R)               | 9   | 4 | 3 | 0 | 1 | 6  | 4  | 2  | Segunda etapa da repescagem |
| 3º  | Sportivo Las Parejas        | 9   | 4 | 3 | 0 | 1 | 5  | 3  | 2  | Segunda etapa da repescagem |
| 4º  | El Linqueño                 | 7   | 4 | 2 | 1 | 1 | 3  | 1  | 2  | Segunda etapa da repescagem |
| 5º  | Bartolomé Mitre (P)         | 7   | 4 | 2 | 1 | 1 | 3  | 2  | 1  | Segunda etapa da repescagem |
| 6º  | Defensores de Belgrano (VR) | 4   | 4 | 1 | 1 | 2 | 3  | 5  | −2 |                             |
| 7º  | Ben Hur                     | 4   | 4 | 1 | 1 | 2 | 3  | 6  | −3 |                             |
| 8º  | Sol de América (F)          | 3   | 4 | 1 | 0 | 3 | 3  | 5  | −2 |                             |
| 9º  | Crucero del Norte           | 2   | 4 | 0 | 2 | 2 | 3  | 6  | −3 |                             |
| 10º | Gimnasia y Esgrima (CdU)    | 2   | 4 | 0 | 2 | 2 | 2  | 6  | −4 |                             |

| Fontes: Soccerway — AFA — Solo Ascenso — Promiedos — Mundo Ascenso — Ascenso del Interior |